# Severozápadní průjezd

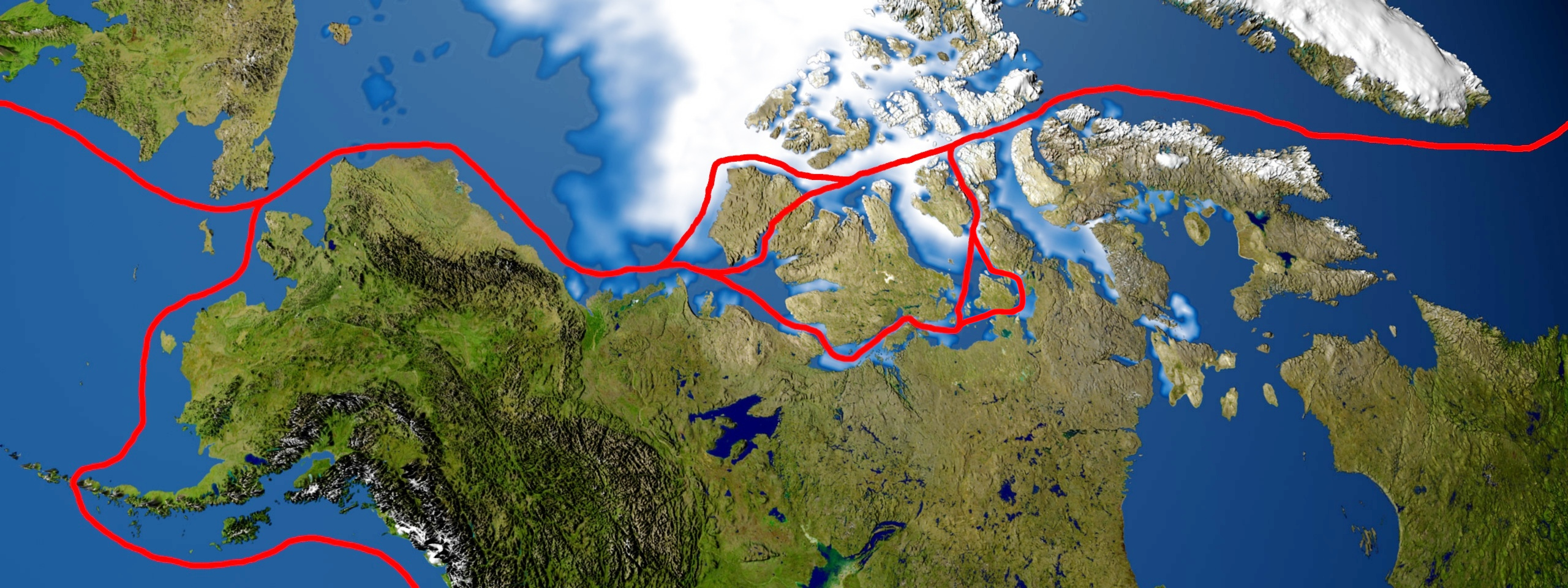
Mapa s vyznačenou cestou Severozápadním průjezdem

Severozápadní průjezd také Severozápadní cesta je námořní cesta spojující Atlantský oceán a Tichý oceán přes Severní ledový oceán severně od pobřeží Severní Ameriky. Cesta vede oblastmi Kanadského arktického souostroví a polárním mořem, které je většinu roku pokryto ledem nebo ledovými krami.
Od 16. do počátku 20. století hledali badatelé tento průjezd (vedle Severovýchodního průjezdu) jako kratší alternativu spojení mezi oběma oceány kolem Jižní Ameriky Magalhãesovým průlivem. Severozápadní průjezd se z praktických a ekonomických důvodů neosvědčil jako vhodná dopravní cesta, vhodnější propojení oceánů zajistil od roku 1914 (respektive 1920) Panamský průplav.

## Historie

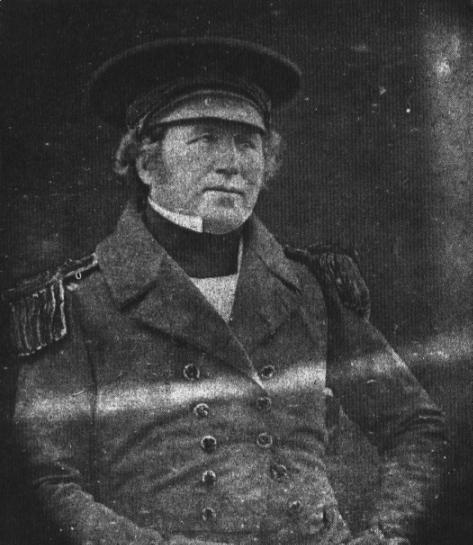
Francis Crozier, velel jedné z lodí ve výpravě Johna Franklina. Po Franklinově smrti převzal velení nad celou expedicí. Po opuštění lodi se snažil dosáhnout pevniny, avšak při cestě zahynul se všemi účastníky.

Ve středověku se v Evropě rozrůstaly obchodní styky s dálným východem, hlavně s Čínou. Námořní cesty byly nejvýhodnější, protože lodě dokázaly dopravit mnohonásobně více zboží než obchodní karavany cestující po souši. Nejvýhodnější cesta kolem Afriky byla obsazena Portugalci, a tak se ostatní mocnosti snažily najít jiné cesty do Číny. Někteří pluli kolem světa, kolem Ameriky a přes Tichý oceán, jiní se pokoušeli najít cestu severními moři. Na severu v Labradorském moři byl celá staletí hledaný průjezd souostrovím, jako jedna z možných obchodních cest z Evropy do Číny.

### Do 18. století
Prvními mořeplavci, kteří do těchto míst připluli, byli norští Vikingové Leifa Erikssona, kteří přistáli v L'Anse aux Meadows, kde byly v roce 1960 nalezeny pozůstatky po vikinské osadě. Vikingy na cestách zajímal spíše rybolov. O průjezdu neměli tušení. Další cesty do těchto míst se uskutečnily až na konci 15. století. Prvním byl Ital Giovanni Caboto v roce 1497, který vplul do Labradorského moře, dále ho kry a ledová bariéra nepustila. Další byl v roce 1576 Martin Frobisher, po něm následovali další mořeplavci John Davis, Jacques Cartier, který doplul k ústí řeky svatého Vavřince, Henry Hudson, jehož výprava zůstala pohřešována. 
Ze západu přes Beringův průliv se pokoušel cestu najít sir Francis Drake v roce 1579, který se ovšem dostal jen pár mil severně od Kalifornie. Dalšími mořeplavci, kteří se neúspěšně pokoušeli proplout západním směrem byli Semjon Ivanovič Děžňov a Vitus Bering.

### 19. století
K zásadnímu posunu v průzkumu severozápadní cesty došlo v 19. století. Výpravě Willama Parryho se roku 1819 podařilo doplout až k Melvillovu ostrovu. Této i dalších Parryho výprav se zúčastnili další významní výzkumníci, John Ross a jeho synovec James Clark Ross, který na výpravě roku 1831 jako první lokalizoval severní magnetický pól.
Dalším pokusem najít průjezd měla být Franklinova výprava z roku 1845 na osvědčených plachetnicích Erebus a Terror vybavených parními stroji. Expedice roku 1847 doplula k Ostrovu krále Viléma, ale skončila smrtí všech členů expedice. Po ztracené výpravě pátrala po další dvě desetiletí z iniciativy britské vlády a manželky Johna Franklina řada polárních výprav. Přestože se žádné výpravě nepodařilo proplout celou severozápadní cestu, přispěly tyto expedice zásadním způsobem k probádání celé oblasti. 

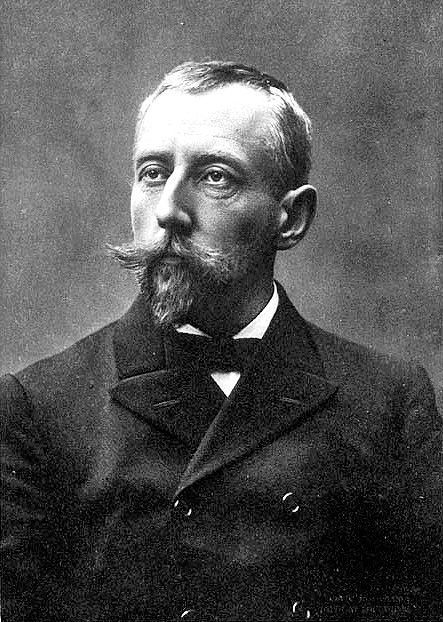
Roald Amundsen, první polárník, kterému se podařilo pokořit Severozápadní průjezd

## První proplutí průjezdu
Poprvé proplout celým arktickým souostrovím a celým průjezdem a tak dokázat, že cesta po moři existuje se povedlo až na počátku 20. století norskému polárníkovi Roaldu Amundsenovi na lodi Gjøa ve směru z Atlantského oceánu k Beringově průlivu. Náročná expedice započala v roce 1903. V zimním období však byla loď uvězněna v ledu, a tak expedice prováděla daleké výpravy s cílem co nejvíce prozkoumat Kanadské arktické souostroví. Objevili dosud neznáme pobřeží Viktoriina ostrova. Kromě toho prováděli různá meteorologická a astronomická pozorování. Po dvou přezimováních se v srpnu roku 1905 loď uvolnila a pokračovala v plavbě mezi ostrovy na západ, avšak u ústí řeky Mackenzie musela výprava znovu přezimovat. Následující rok 30. srpna 1906 dosáhla Beringova průlivu, čímž byl překonán Severozápadní průjezd na jedné lodi.

## Průliv dnes
Dnes je průjezd arktickým souostrovím vzhledem k obtížným klimatickým podmínkám dopravně a ekonomicky nevyužit. Cesta je využívána především v letních měsících vědeckými výpravami. Dnes ledy v důsledku oteplování tají a některé světové mocnosti uvažují nad využitím cesty k dopravě ropy z Aljašky, ale na průjezd si dělá nároky Kanada, která tvrdí, že se jedná o její výsostné území a s plány ostatních nesouhlasí. Spojené státy americké však prohlašují, že je to mezinárodní území. Rovněž mezinárodní ekologické společnosti jsou proti záměru vozit přes toto nedotčené území ropu. Poukazují na to, že Kanadské arktické souostroví je téměř neobydlené a lidskou populací nedotčené území.